# Gewöhnliche Jungfernrebe
Die Gewöhnliche Jungfernrebe (Parthenocissus inserta), auch Rankender Mauerwein oder Fünfblättriger Wilder Wein genannt, ist eine Pflanzenart aus der Gattung Jungfernreben (Parthenocissus) innerhalb der Familie der Weinrebengewächse (Vitaceae). Sie ist in Nordamerika weitverbreitet.

## Beschreibung

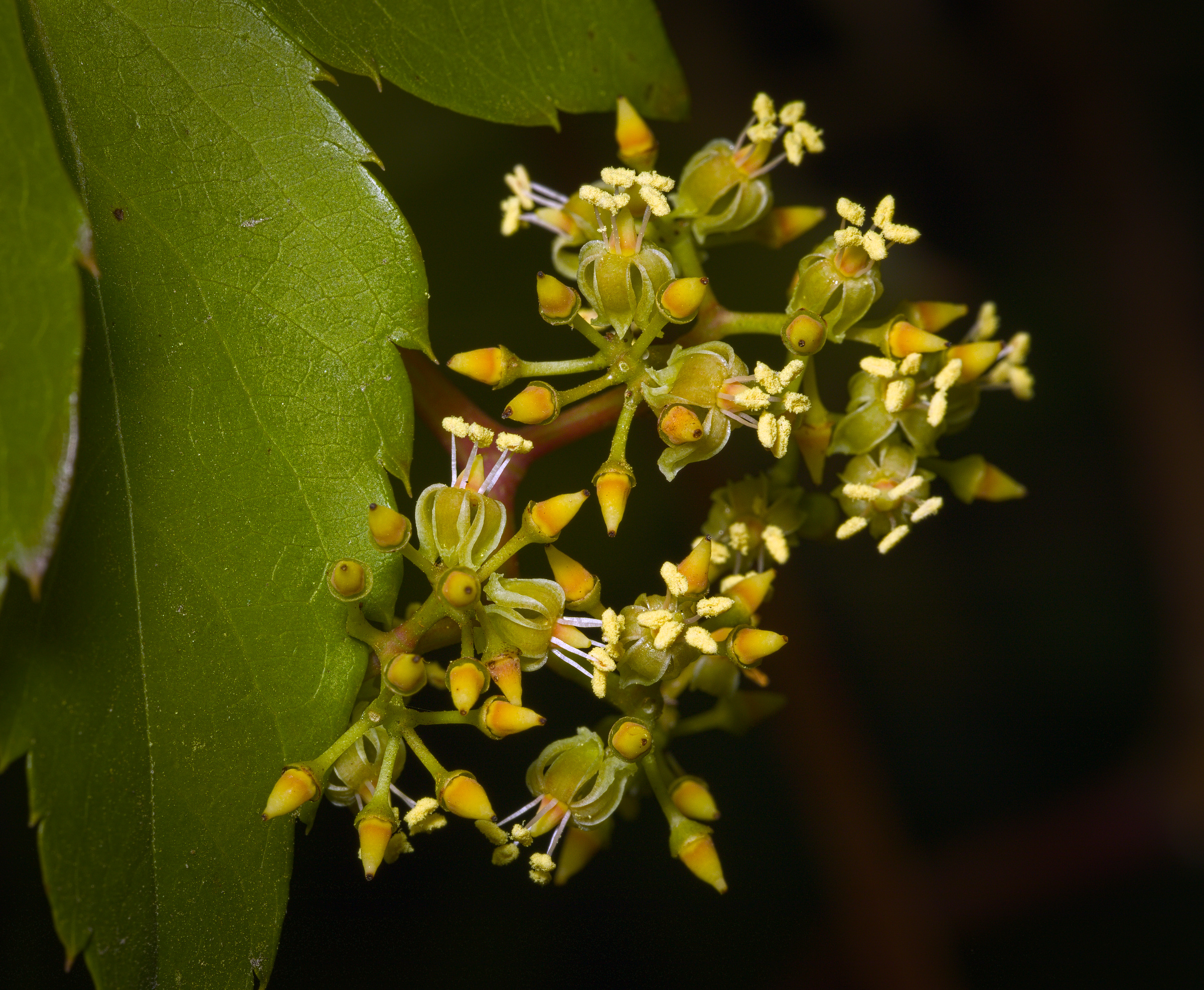
Blütenstand

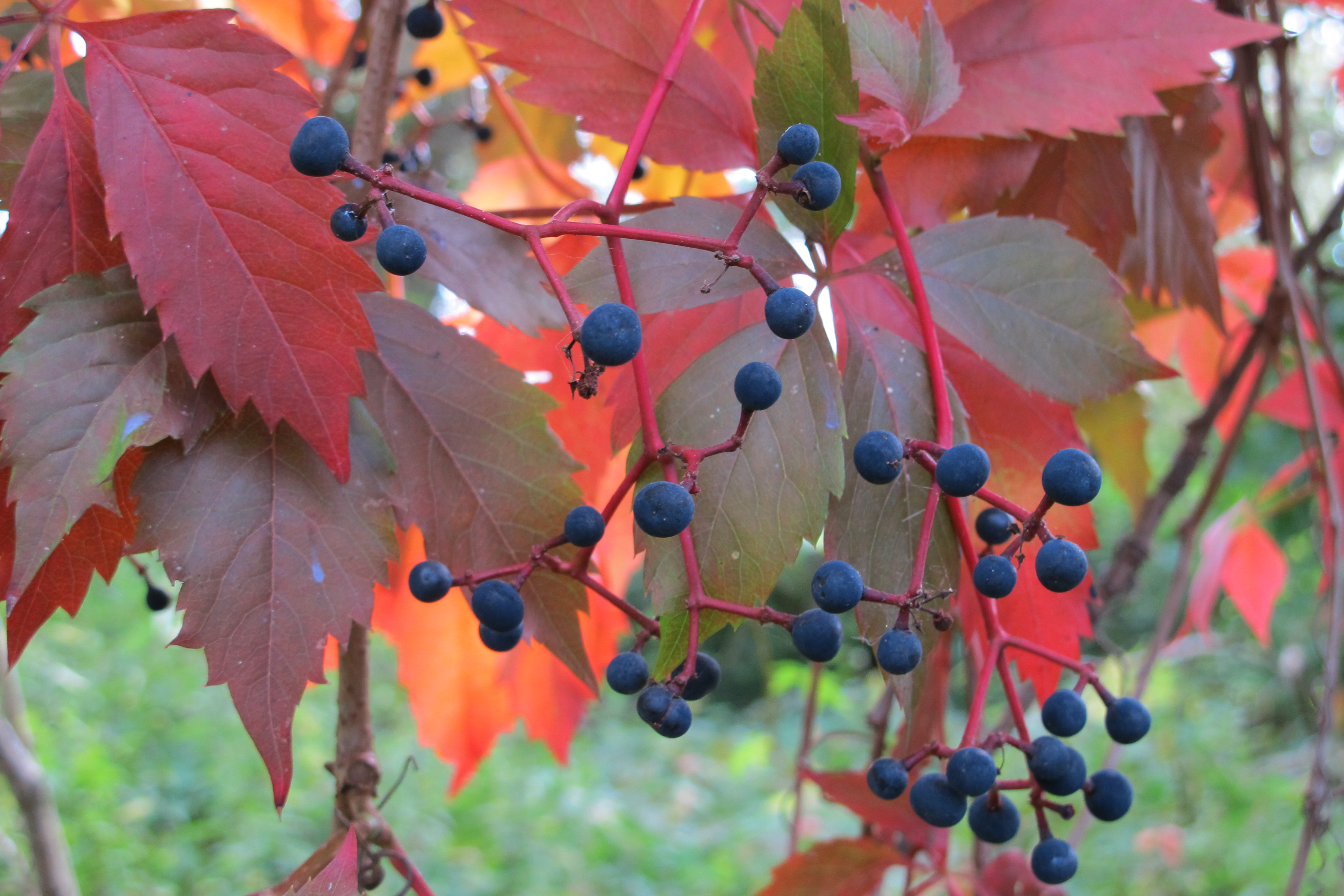
Fruchtstand

### Vegetative Merkmale
Die laubabwerfende Gewöhnliche Jungfernrebe ist eine Kletterpflanze wie die Selbstkletternde Jungfernrebe, bildet aber kaum Haftscheiben. Sie wird etwa 10 Meter lang oder hoch, mit schlanken, kletternden oder kriechenden Sprossachsen. Sehr selten findet man an schattigen Stellen am Ende einer Ranke ein bis zwei Haftscheiben. Sie ist daher wie die Weinrebe auf Unterstützung von Rankhilfen z. B. durch Holzgitter angewiesen. Die Jungtriebe sind grün, was als Unterscheidungsmerkmal zu anderen Arten der Jungfernreben gilt. Die Ranken sind selten zwei-, meist drei- bis fünfteilig.
Die wechselständigen,  gestielten Laubblätter sind fünffingerig zusammengesetzt. Die kurz gestielten, bis 12 Zentimeter langen, kurz gestielten Teilblättchen sind verkehrt-eiförmig bis elliptisch, mit keilförmiger bis spitzer Basis und spitzem bis zugespitztem oberen Ende. Der Rand ist grob spitziggesägt. Es sind meist abfallende Nebenblätter vorhanden.

### Generative Merkmale
Der kurze, blattgegenständige Blütenstand ist dichotom verzweigt, rispig. Die kleinen, meist zwittrigen, gestielten und fünfzähligen Blüten sind grün-gelb mit doppelter Blütenhülle. Die dicken Blütenstiele werden zur Fruchtreife rot, wie auch die Blütenstandsstiele und -verzweigungen. Der gestutzte Kelch ist becherförmig verwachsen. Die dicklichen und kapuzenförmigen Petalen sind zurückgelegt. Es sind kurze Staubblätter und ein oberständiger, schwach fünfkantiger, konischer und zweikammeriger Fruchtknoten mit sehr kurzem, dickem Griffel mit kleiner Narbe ausgebildet. Es ist ein Diskus vorhanden.
Im Sommer werden tiefblaue Früchte an roten Stielen gebildet, die eine beliebte Vogelnahrung sind. Die rundlichen, bis viersamigen Beeren sind kugelig, meist „bereift“ und haben einen Durchmesser von 6 bis 12 Millimeter. Die braunen, dreikantigen, etwa 5 Millimeter großen und glänzenden Samen sind eiförmig.
Die Chromosomenzahl beträgt 2n = 40.

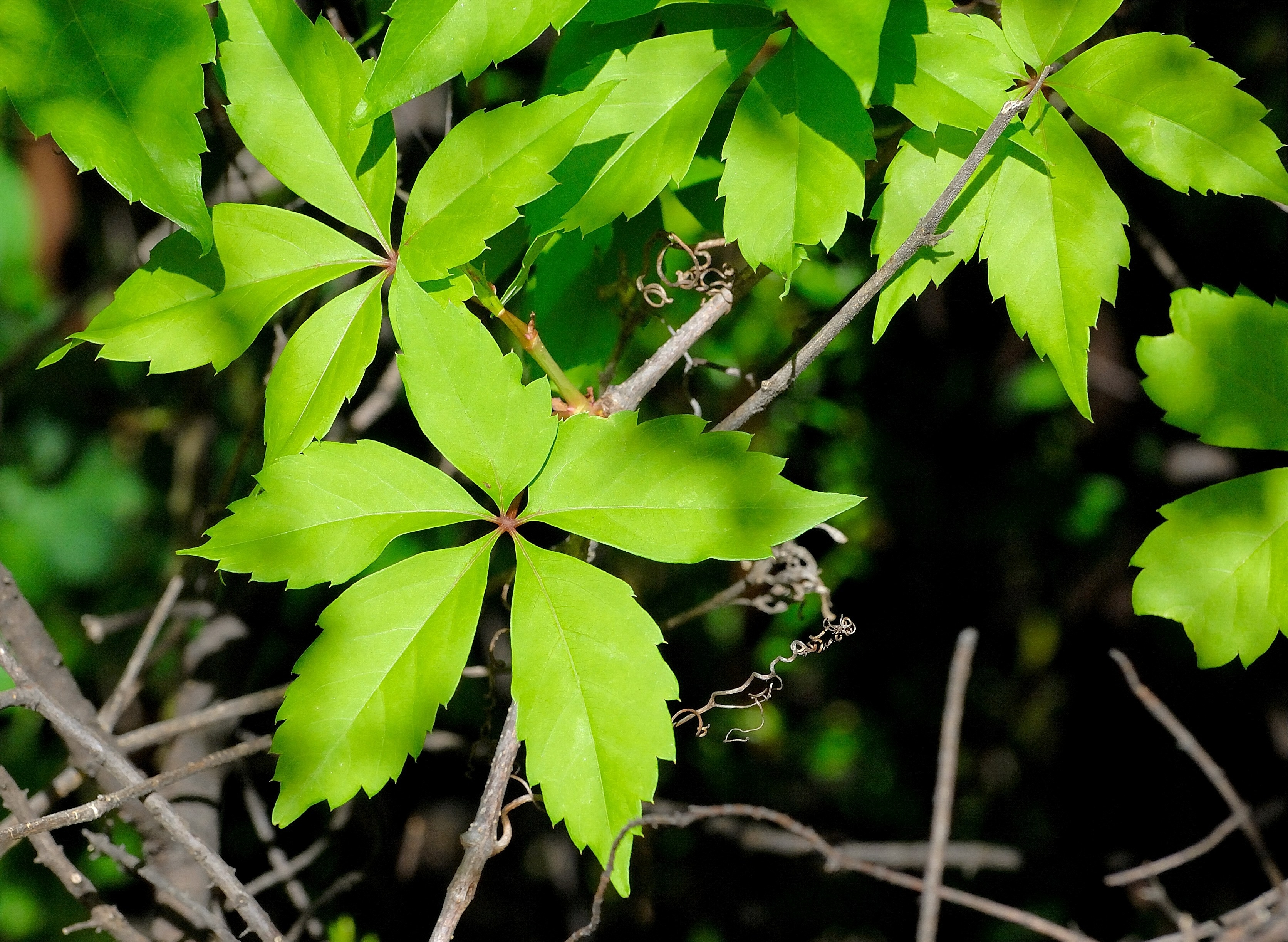
Laubblätter

## Verbreitung
Das Heimatareal der Gewöhnlichen Jungfernrebe umfasst weite Teile des östlichen bis zentralen Nordamerikas. Es gibt Fundortangaben für die kanadischen Provinzen Ontario, Quebec sowie Manitoba und in den USA-Bundesstaaten Maine, Montana, New Mexico, Texas sowie Arizona. Im Südosten der USA ist sie nicht heimisch.
In der Schweiz kommt die Gewöhnliche Jungfernrebe als Neophyt vor in Auwäldern, an Waldrändern und Böschungen. Sie gedeiht in der Schweiz in Pflanzengesellschaften des Verbands Convolvulion.
Die ökologischen Zeigerwerte nach Landolt et al. 2010 sind in der Schweiz: Feuchtezahl F = 3 (mäßig feucht), Lichtzahl L = 3 (halbschattig), Reaktionszahl R = 3 (schwach sauer bis neutral), Temperaturzahl T = 4+ (warm-kollin), Nährstoffzahl N = 3 (mäßig nährstoffarm bis mäßig nährstoffreich), Kontinentalitätszahl K = 2 (subozeanisch).

## Systematik
Das Basionym ist Ampelopsis quinquefolia var. vitacea Knerr; die heute anerkannte Erstbeschreibung durch den US-amerikanischen Botaniker Albert Spear Hitchcock wurde 1894 veröffentlicht. Ein weiteres Synonym für diese Art ist Parthenocissus vitacea.

## Nutzung
Die Gewöhnliche Jungfernrebe wird häufig zum Begrünen von Fassaden, Pergolen oder Zäunen verwendet. Da sie kaum Haftscheiben bildet, kann der Wuchs durch Rankhilfen gesteuert werden und unerwünschte Triebe lassen sich auf einfache Weise rückstandslos entfernen.

## Nachweise
- Tom Reaume: 620 Wild Plants of North America. University of Regina, 2009, ISBN 978-0-88977-214-4, S. 519, eingeschränkte Vorschau in der Google-Buchsuche.
- Fassadengrün – Rankender Mauerwein.
- Parthenocissus im Germplasm Resources Information Network (GRIN), USDA, ARS, National Genetic Resources Program. National Germplasm Resources Laboratory, Beltsville, Maryland.
- als Parthenocissus inserta bei The University of Texas at Austin.